# ستژلتسه (استان اشوی‌داشکسیه)
ستژلتسه (به لهستانی: Strzelce) یک منطقهٔ مسکونی در لهستان است که در گمینا اولشنگتسا (استان اشوی‌داشکسیه) واقع شده‌است. ستژلتسه ۱۸۲٫۸ متر بالاتر از سطح دریا واقع شده‌است.